# Qadhadhfa
Os Qadhadhfa (também al-Qaddafa, Gaddadfa, Qaddadfa, Gaddafa; em árabe: القذاذفـة‎) são uma tribo menor de árabes ou berberes arabizados da região de Sirte, no atual noroeste da Líbia. Atualmente estão mais centrados em Saba. [carece de fontes?]
São notáveis por seu papel no golpe de Estado de 1969 que depôs o rei Idris I da Líbia e como a tribo de Muammar Gaddafi. Durante o regime de Muammar al-Gaddafi na Líbia, ele nomeou vários membros de sua tribo para posições de liderança.
Durante a Guerra Civil Líbia em 2011, os Qadhadhfa realizaram um papel fundamental no apoio ao governo líbio. A Al Jazeera informou que oficiais Qadhadhfa executaram 20 oficiais da tribo Firjan nas primeiras semanas do conflito. Após a morte de Muammar al-Gaddafi, em outubro de 2011, os principais membros dos Qadhadhfa exigiram a devolução de seu corpo por combatentes de Misrata para o enterro por familiares em Sirte.